# 陈雯
陈雯（？—），女，中华人民共和国外交官，现任外交部离退休干部局局长。

## 生平
1995年，进入中华人民共和国外交部工作，先后在外交部西欧司、外交部欧洲司、驻英国大使馆任职，期间赴伦敦政治经济学院进修一年。2011年，任驻芬兰大使馆参赞。2015年，任外交部驻香港特派员公署参赞。2017年，任驻英国大使馆公使衔参赞。2019年，任驻英国大使馆公使兼首席馆员。2021年，任外交部办公厅副主任。2025年4月，任外交部离退休干部局局长。

## 家庭
已婚，有一儿一女。